# Джулиета Симионато
Джулиета Симионато (на италиански: Giulietta Simionato) е италианска оперна певица, мецосопран, смятана за една от най-значимите изпълнителки в средата на XX век.

## Биография
Тя е родена на 12 май 1910 година във Форли и дебютира на оперна сцена през 1928 година. Кариерата ѝ продължава до нейното оттегляне от активна дейност през 1966 година. Умира на 5 май 2010 година в Рим на 99-годишна възраст.